# Batalla de Ronco

La batalla de Ronco tuvo lugar durante la Guerra austro-napolitana el 21 de abril de 1815 en la villa de Ronco, justo al sur de Forlì. El ejército principal napolitano se retiró tras la desastrosa Batalla de Occhiobello, fue perseguido por un cuerpo austriaco comandado por  Adam Albert von Neipperg. Los napolitanos, comandados por el rey, Joaquín Murat, se volvió para enfrentar a los austriacos en el río Ronco. La retaguardia napolitana fue derrotada por una fuerza austriaca avanzada más pequeña, obligando a Murat a retirarse más al sur hacia el río Savio. Los austriacos sufrieron pocas bajas, mientras que 1.000 napolitanos murieron, fueron heridos y otros desertaron de Murat.

## Citaciones
1. 1 2  Smith, 1998, p. 532.

## Lectura
- Capt. Batty, An Historical Sketch of the Campaign of 1815, London (1820)
- Details of battle at Clash of Steel

## Links externos
- Wikimedia Commons alberga una galería multimedia sobre Batalla de Ronco.